# Hannacha
Hannacha est une commune de la wilaya de Médéa en Algérie.

## Géographie
La commune est située dans le tell central algérien dans l'Atlas tellien dans les monts de Dahra à l'est de Barrage Ghrib entre les wilayas de Médéa et Aïn Defla à une équidistance de 29 km entre les grandes villes Khemis Miliana à l'ouest et Berrouaghia à l'est environ 95 km au sud-ouest d'Alger et à 28 km au sud-ouest de Médéa et à environ 57 km au sud-ouest de Blida et à 50 km à l'est d'Aïn Defla et à 50 km au sud-est de Tipaza.
| Djendel(Wilaya d'Aïn Defla)      | Ouamri      | Oued Harbil |
| Djendel(Wilaya d'Aïn Defla)      | Hannacha    | Bouaichoune |
| Oued Chorfa(wilaya d'Aïn Defla ) | Bouaichoune |             |